# Russkoje radio
Russkoje radio (rusky Русскoе радиo) je ruská mezinárodní rozhlasová stanice vysílající i v některých zemích SNS a blízkého zahraničí. Zaměřuje se na ruskojazyčnou pop a taneční hudbu a tím se odlišuje od ostatních stanic s podobným programovým profilem, i když existují výjimky, kde podíl cizích slov v písních může dosáhnout poloviny textu. V některých zemích SNS a blízkého zahraničí jsou povoleny písně ve státním jazyce dané země, potom je podíl písní v ruštině a domácích písní 70/30. Tvůrci rozhlasové stanice jsou Sergej Archipov, Sergej Koževnikov a Vitalij Bogdanov.

## Od počátků po současnost
Vysílání Russkogo rádia začalo 2. srpna 1995 a po celé léto se vysílání uskutečňovalo v testovacím režimu od 8:00 do 22:00. V testovacím režimu se vysílala pouze hudba bez znělky. Od roku 1996 se v éteru stanice objevují reklamní bloky. Konce reklamního bloku byly zakončovány vtipem Nikolaja Fomenka (do roku 2009), Vadima Galygina (2009–2012) a Dmitrija Nagijeva (od 20. prosince 2012).
V prosinci roku 1995 vznikl velmi úspěšný rozhlasový pořad Zolotoj gramofon (Золотой граммофон) tehdy ještě pod názvem Russkaja Gorka (Русская горка). Jedná se o hitparádu, která uvádí 20 nejlepších písní týdne, které se vysílají v éteru rádia a posluchač si svoje oblíbené písně vybírá na webovém rozhraní stránek rádia. Pokud se daná písnička v hitparádě udrží v první dvacítce po dobu dvaceti a více týdnů, interpret obdrží výroční cenu. Ceny se rozdávají každoročně v Moskvě ve Státním kremelském paláci. Předání cen probíhá formou zábavného pořadu v přímém televizním přenosu (Zolotoj Gramofon 2020) s výjimkou roku 2015 a 2016 kdy se výroční ceny předávaly v hale Olimpijskij (Олимпийский). O den později probíhá podobný pořad v Petrohradě v Ledovém paláci.
Dne 1. října 2006 zahájil pravidelné televizní vysílání analog Ruskogo rádia pod názvem RU.TV rossijskij muzykalnyj telekanal (российский музыкальный телеканал).
Dne 2. září 2010 byla stanice zařazena do Guinnessovy knihy rekordů za pořad Russkije percy (Русские перцы), nepřetržitě trvající 52 hodin v sestavě Vadim Boronov, Alisa Selezňova, Sergej Melnikov.
V roce 2012 na webovém rozhraní stanice se kromě vlastního vysílání objevila tematická internetová stanice Russkoje kino (Русское кино), která vysílá písně ze sovětských a ruských filmů. Ve stejné době byla také spuštěna internetová stanice Zolotoj grammofon (Золотой граммофон), hrající písničky, které byly v historii soutěže oceněné. V průběhu času se objevily další internetové stanice, mezi které patří stanice Vysockij (Высоцкий), kde se hrají písně Vladimíra Vysockého. Internetová stanice Russkij rok (Русский рок) vysílá písně populárních ruských kapel. Mezi další internetové stanice, které začaly vysílat do roku 2021 patří Sonja (Соня) záměr relaxační hudba. Detskij Kanal (Детский Канал) záměrem jsou pohádky, Rodnyje Nulevyje (Родные нулевые), Bessmertnyj polk (бессмертный полк), Russkij Chajp (Pусский Xайп), Nerpa Juma: Skazki Bajkala (Нерпа Юма: Сказки Байкала).
Dne 26. června programový ředitel stanice Roman Jemeljanov oznámil ukončení smlouvy na dodávku hudebního obsahu pro Russkoe radio-Ukrajna (Русское радио — Украина). Důvodem byl konflikt na východě Ukrajiny, kde se stanice angažovala sponzorováním praporu Kyjevská Rus, který se ozbrojeného konfliktu účastnil. Podle vyjádření moskevského mediálního manažera může být tato akce namířena právě proti jeho stanici. V současné době již nemá stanice Russkoe radio-Ukrajna (Русское радио – Украина) žádné ekonomické a právní vztahy s ruskou společností Russkaja mediagruppa (Русская медиагруппа).
Dne 3. dubna 2015 byla rozhlasová stanice opět zařazena do Guinnessovy knihy rekordů v kategorii Nejdelší týmový pořad za pořad Russkie percy (Русские перцы), který pokořil svůj vlastní rekord z roku 2010 o 8 hodin na celkových 60 hodin.
V roce 2015 po nákupu akcií společnosti Russkaja mediagruppa (Русская медиагруппа) Vladimírem Kiseljovem odešli někteří vedoucí pracovníci a moderátoři. Novou programovou ředitelkou se stala Olesja Volkova. Tyto reorganizace a propouštění a s tím spojené skandály ve vedení Russkaja mediagruppa (Русская медиагруппа), byly silně medializované.
Na konci roku 2016 změnila stanice po 21 letech své logo a 13. prosince 2017 stanice otevřela nové studio.

## Současnost po roce 2021
Russkoje rádio provozuje 11 internetových stanic, včetně celoplošně šířeného vysílání Russkoje rádia. Stanice má profil na sociálních sítích VK, Facebook. Na YouTube je možné zhlédnout pořady stanice ze záznamu a v živém přenosu. Program stanice se skládá ze 14 pořadů a mezi posluchači k nejoblíbenějším patří pořad Zolotoj Gramofon (Золотой граммофон).
V roce 2021 Russkoje Radio (Русское Радио) obsadilo první místo v hodnocení nejoblíbenějších rozhlasových stanic. Podle výsledku průzkumu, které provedlo Všeruské centrum pro výzkum veřejného mínění, kde stanici označilo za svoji nejoblíbenější 12,5 % dotázaných. Dle dostupných údajů stanici poslouchá každý měsíc více než 24,2 milionu lidí.